# Hampus (äpple)

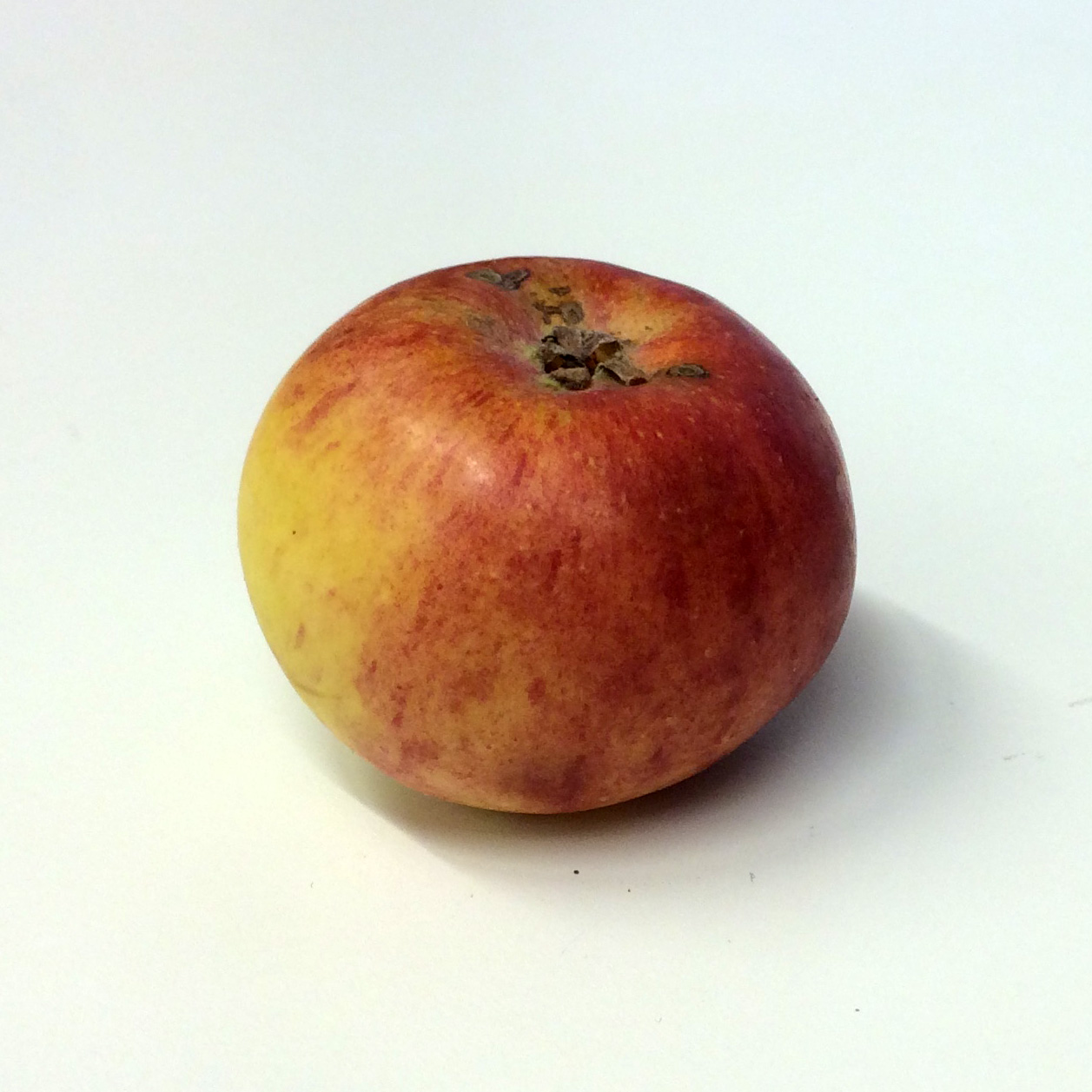
Ett äpple av sorten Hampus, fotograferat i samband med Nordiska museets äppelfestival i september 2014.

Hampus (litografi av målning av Henriette Sjöberg (1842–1915)).

Hampus är en äppelsort, äpplet är relativt litet, och motståndskraftigt mot sjukdomar. Hampus, som mognar från slutet av augusti, skall brukas nyplockat, då dess hållbarhet är väldigt liten. Köttet på detta äpple är gulgrönvitt, och köttet är mört och saftigt. Blomningen är tidig, och äpplet pollineras av bland andra Gyllenkroks Astrakan, Oranie, och Transparente Blanche. I Sverige odlas Hampus gynnsammast i zon I–IV. Ett hypoallergent äpple med anisarom.[källa behövs]
Normal skördetid i zon 1 28/8.[källa behövs]
Sorten har dock numera blivit mindre vanligt förekommande.